# Karyu
Karyu（カリュウ、1978年12月7日 - ）は、日本のギタリスト・作曲家。Angeloのギタリスト。H.U.Gのギタリスト。D'espairsRayの元ギタリスト。山口県宇部市出身。

## 来歴
生まれ育った山口県から高等学校卒業後に上京し、音楽の専門学校ESPに入学するも半年後に退学。その後、ロックバンドDieur Mindを結成するも解散。
1999年 - 9月9日、D'espairsRayを結成。
2003年 - 11月、音楽事務所『SWEET CHILD』に所属。
2004年 - 4月26日、ミニアルバム『BORN』のリリースを期に、ユニバーサルミュージックからの流通となる。
2006年 - 音楽事務所『SWEET CHILD』の解散に伴い、元社員が立ち上げた音楽事務所『Sword Records』へ移籍。
2009年 - 3月、ユニバーサルミュージックより、メジャー・デビュー。
2010年 - 12月30日、横浜BLITZ公演を最後にD'espairsRayが無期限活動休止。
2011年
- 6月15日、D'espairsRayが解散[4]。
- 8月27日、ギル（元ヴィドール）と共にAngeloへ正式加入。
- 10月4日、新宿ステーションスクエアでのゲリラライブにてAngeloでの初のライブを行う。

## 人物
山口県宇部市出身。血液型はO型。幼少期はサッカーをしたりとごく普通のヤンチャ坊主で、インドア派ではなく明るく活発な少年時代を過ごしていた。バンドでギターを弾いていた父親がエレクトリック・ギターを所有しており、中学生の頃になんとなく弾き始めたのがギターを始めたきっかけ。
日本人で唯一尊敬・影響を受けたアーティストはD'ERLANGERの瀧川一郎。好きなアーティストとして邦楽ではD'ERLANGER、CRAZE、BOØWY、KATZE、洋楽ではビョーク、マリリン・マンソン、ナイン・インチ・ネイルズ、コーンなどを雑誌やラジオでの発言で挙げている。
D'espairsRayではメイン作曲家として全楽曲の約8割を作曲。Angelo加入後もアルバム『BABEL』以降、収録曲の約半数を作曲している。Angeloにはキリトから直接誘われて加入。
Karyuの本名をもじったスエムラヨシタカレーというレトルトカレーのグッズがAngeloの2017年冬ツアーで販売された。

### 趣味・嗜好
ペットとして黒猫のリュウタロウを長年飼っている。好きな映画は『インタビュー・ウィズ・ヴァンパイア』、『ナイトメアー・ビフォア・クリスマス』を挙げており、後者については、「ティム・バートン監督の世界観や主人公ジャックの報われない所が共感できるから」とのこと。喫煙者であり、タバコの銘柄はセブンスターを愛煙。また酒好きであり好きな飲み物は赤ワインである。サッカーが好きでスタジアムに観戦もいく。フットサルもやっている。

## ギタースタイル
現在はメインギターとして自身のシグネイチャーモデル6弦ギター「ESP Micawber」を使用。低音を重視した音作りでダウンチューニングをすることも多い。人と違う事がしたいとバッキング中心のギターでギターソロは弾かない主義であったが、2008年頃よりギターソロも弾くようになった。ソロを弾くようになったきっかけとして、2006年頃から「ギターに対し作曲道具や音を鳴らすものとしてではなくプレイヤーとしての熱い気持ちが芽生え、自分の音だと分かってもらえるようなギタリストになりたいから」とのこと。